# Scurcola Marsicana
Scurcola Marsicana ist eine italienische Gemeinde (comune) mit 2674 Einwohnern (Stand 31. Dezember 2023) in der Provinz L’Aquila in den Abruzzen. Die Gemeinde liegt auf einem Hügel am Fuß des Monte San Nicola, etwa 35 Kilometer (Luftlinie) westlich von L’Aquila. Sie ist Teil der  Comunità Montana Marsica. Der Fuciner See befindet sich wenige Kilometer östlich der Gemeinde.

## Verkehr
Durch die Gemeinde führen die Strada Statale 5 Via Tiburtina Valeria von Rom nach Pescara und die Autostrada A25 von Borgorose nach Pescara. Die Gemeinde wird von Zügen auf der Bahnstrecke Rom-Avezzano-Pescara an den beiden Halten Scurcola Marsicana und Cappelle-Magliano bedient.

## Gemeindepartnerschaften
- Zum Stadtteil Hals der Stadt Passau in Bayern bestehen freundschaftliche Beziehungen.[3]